# Zac Stubblety-Cook
Izaac Stubblety-Cook (Austrália, 4 de janeiro de 1999) é um nadador australiano. Zaac competiu nos 100 metros bruços e nos 200 metros bruços masculinos nos Jogos Olímpicos de Verão de 2020 e garantiu uma medalha de ouro para a Austrália na modalidade de 200 metros bruços.